# 触觉传感器
触觉传感器是一种测量其本体与环境之间的物理交互信息的设备。触觉的传感器通常模拟的是生物学意义上的皮肤受体，其能够检测由机械刺激、温度和痛苦(虽然痛感在人工触觉传感器中是不常见的)所造成的激励信号。触觉传感器被用于机器人, 计算机硬件和安全系统中。触觉传感器的常见应用是在如移动电话或移动计算中的触屏设备中。
触觉传感器因其原理不同，可大致分为压阻效应、压电效应、电容式和电阻式等几种。

## 使用
触觉传感器广泛用于日常生活中，如电梯按钮、或是通过点按调节亮暗的台灯。触觉传感器有非常广泛的应用，而很多人对此不得而知。
测量非常小的变化的传感器必须具有非常高的灵敏度。传感器需要设计为对被测量值产生尽可能小的影响；通常，将传感器设计得尽可能小巧可以减小对被测量值的影响，并可能带来其他优点。 触觉传感器可用于测试所有类型应用的性能。 例如，触觉传感器已被用于汽车制造（如制动器，离合器，门封， 垫片）、电池层压、螺栓连接、燃料电池等。
触觉成像是一种基于触觉传感器的医学成像模态，其将触觉信息转化为数字图像。 触觉成像非常类似于手动触诊，安装在其表面的压力传感器阵列的装置的探针与人的手指类似，在临床检查期间，通过探针使软组织变形并检测压力模式的结果变化。
设计用于与物体进行交互的机器人需要精确、灵巧或者与不常见物体交互的操作能力，这种机器人需要在功能上等同于人类触觉能力的感觉装置。 触觉传感器已被研发用于机器人系统中。 当机器人开始抓住物体时，触觉传感器可以通过提供附加信息来补充视觉系统。在此过程中，视觉信息不再具有充分性，因为物体的机械性质无法仅通过视觉确定。重量、质地、刚度、质心、摩擦系数和热导率需要与物体相互作用和某种触觉传感才能实现测量。
几类用于机器人的触觉传感器被用于战争和工程用途。

## 压力传感器阵列
压力传感器阵列是大型的tactel网格（“tactel”是触觉单元TACTile ELement的简写）。 每个触觉单元都能够检测法向力。 基于触觉单元的传感器提供接触表面的高分辨率“图像”。 除了空间分辨率和力敏感性之外，诸如布线和信号路由之类的系统集成问题也很重要。 压力传感器阵列还有薄膜形式。 它们主要用作工程师和技术人员在制造和研发过程中使用的分析工具，并已适用于机器人。 可供消费者使用的这种传感器的实例包括由导电橡胶、锆钛酸铅（PZT）、聚偏二氟乙烯（PVDF）、PVDF-TrFE、FET和金属电容传感元件构成的阵列。

## 应变计玫瑰花结
应变计玫瑰花结由多个应变计构成，每个应变计检测特定方向的力。 当来自每个应变仪的信息被组合时，该信息允许确定力或扭矩的模式。

## 生物学上的启发的触觉传感器
研究人员已经提出了各种生物学启发的设计，从简单的类晶须传感器，一次只测量一个点，到较先进的类指尖传感器，再到最新的iCub（需要引用）上使用的完整的类皮肤传感器。生物启发的触觉传感器通常包含多种传感策略。 例如，它们具有类似人的能力，可以检测压力的分布，以及来自压力传感器阵列和应变仪玫瑰花结的力模式，能够进行两点辨别和力感知。
更先进的生物启发触觉传感器包括振动感知，这一过程在传感器从物体表面滑过时，理解触觉传感器和物体之间的交互具有重要意义。现在，这种相互作用被认为对于人类使用工具和判断物体的纹理具有重要意义。 一种这样的传感器结合了力感知、振动感测和热传递感测。

## DIY和开源硬件中的触觉传感器
最近，一种成熟的触觉传感器已经成为开源式硬件，使爱好者们能够尝试这种通常成本高昂的技术。 此外，随着便宜的光学相机的出现，可以由3D打印机轻松且廉价构建的新型传感器已经问世。